# پیله‌رود
پیله‌رود منطقه‌ای روستایی است متشکل از ۱۴ روستا در استان اردبیل در دهستان گرده بخش مرکزی شهرستان نمین است.  این روستا در مرز جمهوری آذربایجان قرار گرفته‌است.

## جغرافیا
پیله‌رود منطقه‌ای کوهستانی بوده و کلیه روستاهای آن در ارتفاع بالای ۱۷۰۰ متر از سطح دریا واقع شده‌اند همچنین در این منطقه ویرانه‌های مربوط به آبادی‌های روزگار گذشته نیز مشهود است.
از کوه‌های پیرامون پیله‌رود می‌توان به قرخلر (چهل تن)، قلعه‌زنگی، چهل‌گز، هفتانی، زهوو، ساقو، لـله، بورانی، گنبد، الگو، کلکلی، تنگ، بیوک، اوچ‌دره، و اسد اشاره کرد.
منطقه پیله‌رود در جوار روستاهای عنبران بالا، علی‌کمر، خواجه‌بولاغی و دلیکلی داش قرار دارد.
پیله‌رود خود شامل ۱۳ محله روستایی به نام‌های: ۱ -آقایارلو ۲ - هُشنه ۳ - فتح مقصود ۴ - نظرعلی کندی ۵- خوش آباد ۶-مسجدمحله ۷-پیرزاده ۸- قلعه ۹-قاضی‌کندی ۱۰-گودلر ۱۱-صالح  قشلاقی ۱۲- پیرجوار ۱۳- یوزباشی قلعه سی می‌باشد.

## مردم
مردم این منطقه مسلمان و اکثریت شیعه می باشد .
شهیدانی نیز در راه اسلام و ایران تقدیم نموده اند .
شغل مردم این منطقه عموماً باغداری، کشاورزی و دامپروری است. زبان اکثر مردم پیله‌رود آذری است اما به زبان تالشی و ترکی هم اشنایی دارند. اهالی این روستاها بستگانی از گذشته در جمهوری آذربایجان دارند و قبل از قوت گرفتن حکومت بلشویکی در شوروی سابق ضمن تردد در شهرهای جمهوری آذربایجان نسبت به خرید و فروش و کار اقدام می‌نمودند.

## نام
روستاهای پیله‌رود تقریباً در امتداد  رودخانه بزرگی که از کوه های مرزی روستای فتح مقصود سرچشمه میگرفته و امروزه درفصل بهار هرسال نیز پراب میشود(نه مانند سابق) تشکیل شده اند  و نام منطقه نیز الهام گرفته از این امر میباشد.
لازم به ذکر است که برخی پیله را بزرگ معنی می‌کنند. بعنوان مثال پیله سهران که  از توابع استان اردبیل نیز هست با همین واژه ساخته شده‌است. در گیلان نیز روستاهایی واژه پیله را در خود دارند هم‌چون پیله‌سرا، پیله‌محله، پیله‌داربُن و پیله‌بازار (پیربازار).
در نزهةالقلوب حمدالله مستوفی دربارهٔ شهر پیله‌سوار استان اردبیل نیز آمده است که آن را «امیری پیله‌سوار نام یعنی سوار بزرگ از امرای آل بویه ساخت و اکنون به‌قدر دیهی مانده است.»